# Fort Saint-André

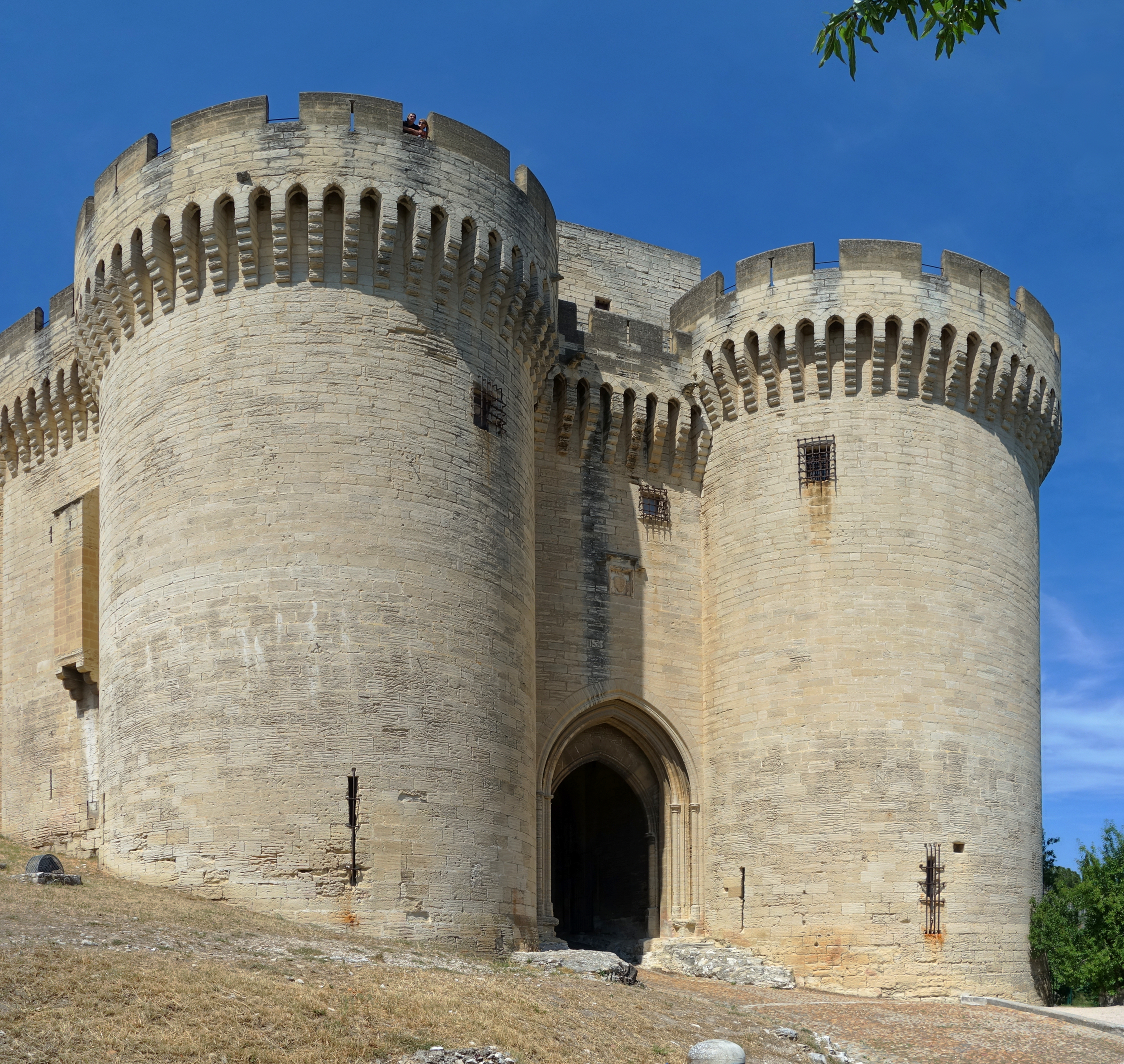
L'accesso al Fort Saint-André

Il Fort Saint-André è una fortificazione posta sul Mont-Andaon che domina il comune francese di Villeneuve-lès-Avignon.

## Storia
Nel 1290, Filippo il Bello scambiò il Maine e l'Angiò con una parte della signoria di Avignone. Per proteggere un punto strategico alla frontiera segnata dal fiume Rodano, decise la costruzione di Villeneuve-lès-Avignon. L'atto di fondazione, firmato nel 1292 con l'abate di Saint-André, prevedeva di fortificare l'accesso al ponte di Avignone. Tra il 1300 e il 1307 fu anche eretta la Torre di Filippo il Bello sulla riva sinistra del fiume.
La fortificazione del Monte Andaon fu intrapresa sotto il regno di Giovanni II il Buono. Essa doveva affermare la potenza regia di fronte al territorio dell'Impero e dei papi di Avignone. Il forte era anche destinato alla protezione dell'abbazia benedettina di Saint-André de Villeneuve-lès-Avignon del X secolo e del borgo di Saint-André, la cui esistenza sul Monte Andaon è attestata dal X secolo.

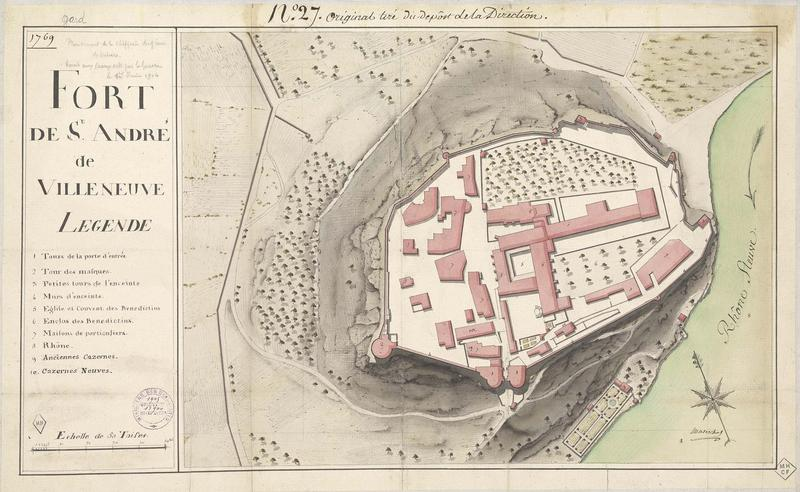
Pianta del Munte Andaon nel 1769

Il forte e le mura di cinta che circondano l'abbazia sono stati eretti in più tempi durante il XII secolo. Il Fort Saint-André, come lo conosciamo oggi, ebbe come ultimo architetto Jean de Loubières, detto Jean du Louvre, architetto del Palazzo dei Papi di Avignone. Egli terminò l'attuale costruzione su ordine di Carlo V di Francia.
Da allora il forte è stato permanentemente occupato da una guarnigione fino alla rivoluzione francese.

## Architettura
Il Fort Saint-André è costituito da una cinta fortificata, fiancheggiata di torri di guardia e di una porta monumentale inquadrata da due torri gemelle alte sufficientemente da poter offrire una veduta panoramica di Avignone, della valle del Rodano, del Mont Ventoux, delle Alpilles e della città di Villeneuve-lès-Avignon.
Il castelletto d'ingresso, detto "castello reale" o "torri gemelle", porta una corona di piombatoie e funge da congiunzione fra i cammini di ronda. Esso ospitava i locali della funzione di castellano e del vicario. L'ingresso era chiuso da due saracinesche. La sala delle saracinesche, sopra l'ingresso, conteneva i verricelli che ne consintivano la manovra. La sala del vicario, a destra dell'ingresso, porta le arme reali su una chiave di volta.
La cinta fortificata è lunga 750 metri. Essa comprende una torre nel suo punto più elevato, la torre delle "masche" (torre delle streghe, dalla lingua occitana antica, ove "masca" significava strega), che racchiude una sola sala, molto alta, segnata da molti graffiti scritti dai soldati e dai prigionieri. Nella cinta si trova ancora una cappella del XII secolo, la cappella del Belvezet.

## Classificazione
Il forte Saint-André è stato classificato come monumento storico di Francia con decreti del 25 aprile 1903 e del 14 novembre del 1925 La cinta del forte, nella sua totalità, integrata nelle opere di difesa, è stata oggetto di classificazione con decreto del 22 gennaio 1906
Le parti di terreno intorno al forte furono oggetto di una classificazione con decreto del 22 gennaio 1926, del 4 marzo 1926, del 13 luglio 1926, del 20 agosto 1926, dell'8 novembre 1939, e con i decreti del 12 maggio 1927 e del 28 maggio 1927. Les parti di terreno all'interno della cinta, tra le quali l'antica abbazia di Saint-André, furono oggetto di classificazione con decreto del 19 dicembre 1947.